# Parodia leninghausii
Parodia leninghausii es una especie de planta fanerógama de la familia Cactaceae. 

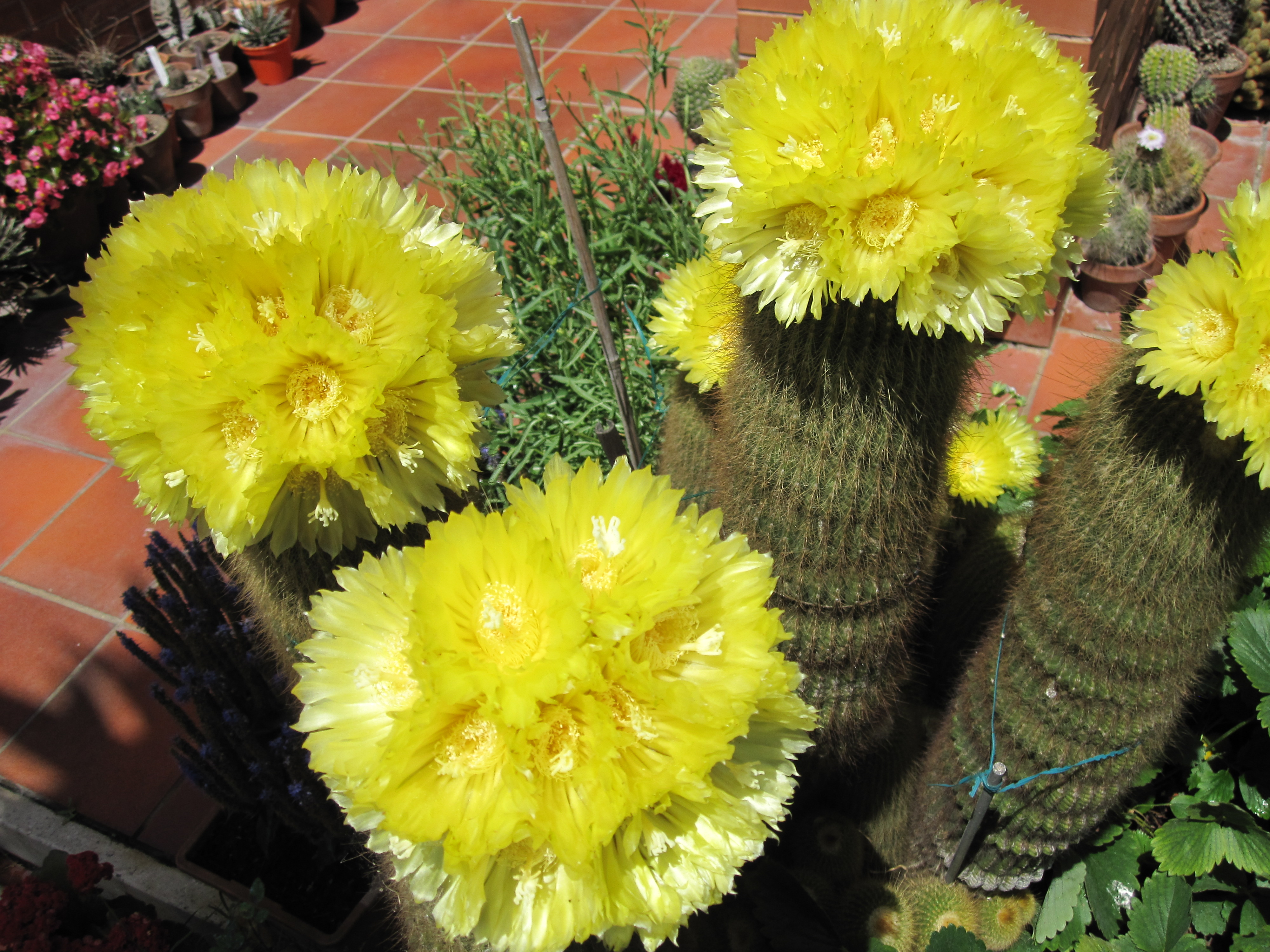
Flores

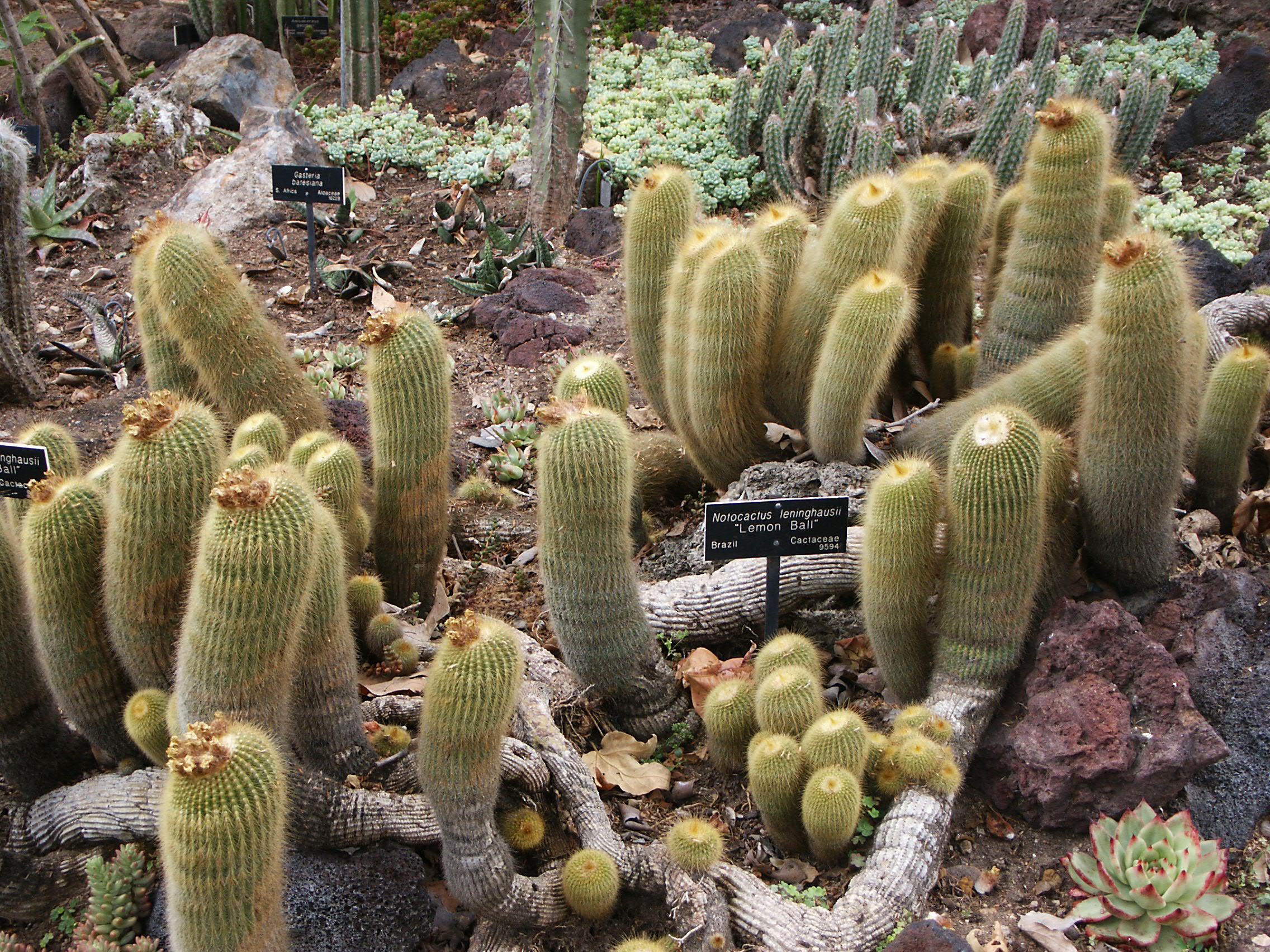
Plantas agrupadas

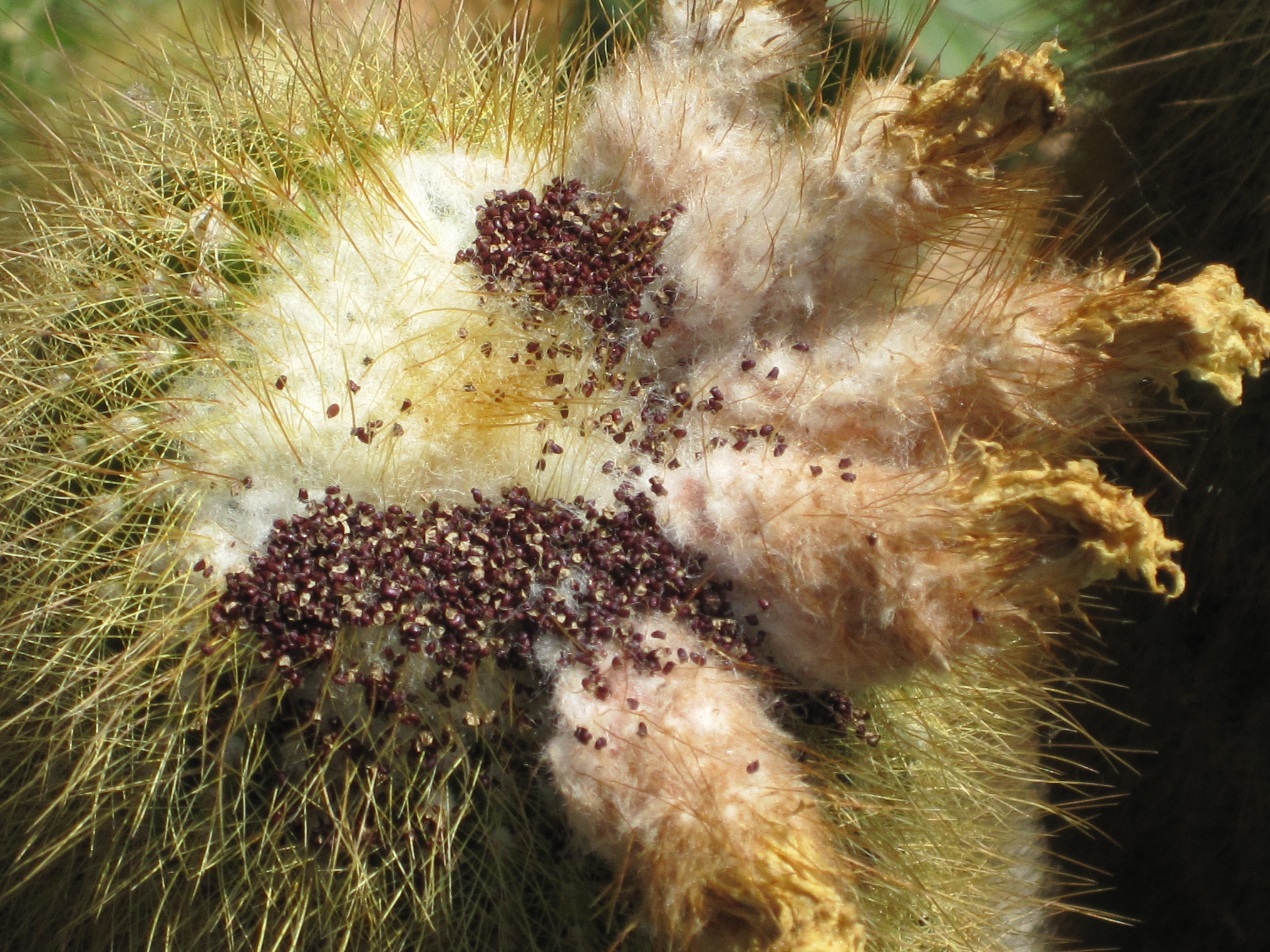
Semillas de Parodia leninghausii

## Descripción
Parodia leninghausii crece generalmente en grupos grandes con tallos cilíndricos de color verde que alcanzan un tamaño de hasta 60 centímetros (o superior) de altura y un diámetro de entre 7 y 10 centímetros. La punta está torcida y es poco lanosa. Tiene de 30 a 35 costillas consecutivas,  muy juntas con aréolas ocupadas de espinas de color pálido a amarillo oscuro o marrón, que son muy finas y rectas o dobladas ligeramente. Tiene 3 a 4 espinas centrales de 2 a 5 cm de largo más 15 a 20 (o más) espinas radiales de entre 5 y 10 milímetros de largo. Las flores son de color amarillo limón de 5 a 6 cm de longitud y diámetro. El tubo de la corola está cubierto con lana marrón densa y con cerdas.  Las frutas son esféricas y contienen semillas en forma de campana, de color marrón-rojizo.

## Distribución
Es endémica de Rio Grande do Sul en Brasil. Es una especie común que se ha extendido por todo el mundo.

## Taxonomía
La especie fue descrita iniciamente como Pilocereus leninghausii por Ferdinand Friedrich Haage y publicado en Verzeichniss über Blumenzwiebeln 73: 14, en 1896, actualmente, es tanto un sinónimo como el basónimo de esta. Finalmente, la especie sería transferida al género Parodia por Fred Hermann Brandt, validado y publicado tanto por Urs Eggli como por Andreas Hofacker en Novon 20(1): 31, en 2010.

#### Etimología
Parodia: nombre genérico que fue asignado en honor a Lorenzo Raimundo Parodi (1895–1966), botánico argentino.
leninghausii: epíteto otorgado en honor de Guillermo Lenninghaus (1845–1918) un coleccionista de cactus de Porto Alegre, en 1894, que envió los primeros ejemplares de la especie a la empresa Cactus Haage en Erfurt.

#### Sinonimia
- Echinocactus lenninghausii (F.Haage) K.Schum.
- Eriocactus lenninghausii (F.Haage) Backeb. ex Jul.Schäff.
- Eriocactus lenninghausii f. apelii Heinrich
- Eriocactus lenninghausii var. minor F.Ritter
- Eriocephala lenninghausii (F.Haage) Backeb. ex Heinrich
- Notocactus lenninghausii (F.Haage) A.Berger
- Parodia lenninghausii var. minor (F.Ritter) F.H.Brandt
- Pilocereus lenninghausii F.Haage
- Pilosocereus leninghausii Haage[5]